# Final (film, 1990)
Pour les articles homonymes, voir Finale.
Pour plus de détails, voir Fiche technique et Distribution.
Final est un court-métrage documentaire français réalisé par Irène Jouannet et sorti en 1990.

## Fiche technique
- Réalisation : Irène Jouannet
- Scénario : Jean-Luc Seigle
- Photographie : Sacha Vierny
- Son : Pierre Camus
- Musique : Carl Maria von Weber
- Montage : Rudolfo Wedeles
- Type : Noir et blanc
- Durée : 14 minutes

## Distribution
- Philippe Anota
- Véronique Silver
- Alex Ursuliak

## Distinctions
- 1990 : sélectionné au Festival de Berlin[1]
- 1991 : nommé pour le meilleur court-métrage de fiction aux César du cinéma
- Grand prix du jury au Festival Cinéma d'Alès Itinérances